# Theria nigrescens
Theria nigrescens är en fjärilsart som beskrevs av Barend J. Lempke 1970. Theria nigrescens ingår i släktet Theria och familjen mätare. Inga underarter finns listade i Catalogue of Life.